# Маундс-В'ю (Міннесота)
Маундс-В'ю (англ. Mounds View) — місто (англ. city) в США, в окрузі Ремсі штату Міннесота. Населення — 13 249 осіб (2020).

## Географія
Маундс-В'ю розташований за координатами 45°6′24″ пн. ш. 93°12′25″ зх. д. / 45.10667° пн. ш. 93.20694° зх. д. (45.106737, -93.206834).  За даними Бюро перепису населення США в 2010 році місто мало площу 10,67 км², з яких 10,43 км² — суходіл та 0,24 км² — водойми.

## Демографія
Згідно з переписом 2010 року, у місті мешкало 12 155 осіб у 4954 домогосподарствах у складі 3236 родин. Густота населення становила 1139 осіб/км².  Було 5221 помешкання (489/км²).
Расовий склад населення:
| - 81,3 % — білих - 7,0 % — азіатів - 5,5 % — чорних або афроамериканців - 0,8 % — корінних американців - 0,1 % — вихідців з тихоокеанських островів - 2,3 % — осіб інших рас |

До двох чи більше рас належало 3,1 %. Частка іспаномовних становила 5,0 % від усіх жителів.
За віковим діапазоном населення розподілялося таким чином: 23,1 % — особи молодші 18 років, 64,3 % — особи у віці 18—64 років, 12,6 % — особи у віці 65 років та старші. Медіана віку мешканця становила 37,8 року. На 100 осіб жіночої статі у місті припадало 100,4 чоловіків;  на 100 жінок у віці від 18 років та старших — 97,3 чоловіків також старших 18 років.
Середній дохід на одне домашнє господарство  становив 75 119 доларів США (медіана — 57 799), а середній дохід на одну сім'ю — 83 317 доларів (медіана — 71 197). Медіана доходів становила 47 773 долари для чоловіків та 41 474 долари для жінок. За межею бідності перебувало 12,6 % осіб, у тому числі 19,2 % дітей у віці до 18 років та 5,4 % осіб у віці 65 років та старших.
Цивільне працевлаштоване населення становило 6498 осіб. Основні галузі зайнятості: освіта, охорона здоров'я та соціальна допомога — 22,9 %, виробництво — 13,3 %, роздрібна торгівля — 12,9 %.